# Política Nacional de Cambio Climático (Colombia)
La Política nacional de cambio climático es un documento de política pública presentado en 2017 a nivel nacional y describe la forma de afrontar los retos y aprovechar las oportunidades que conlleva el cambio climático para el país colombiano.

## Importancia

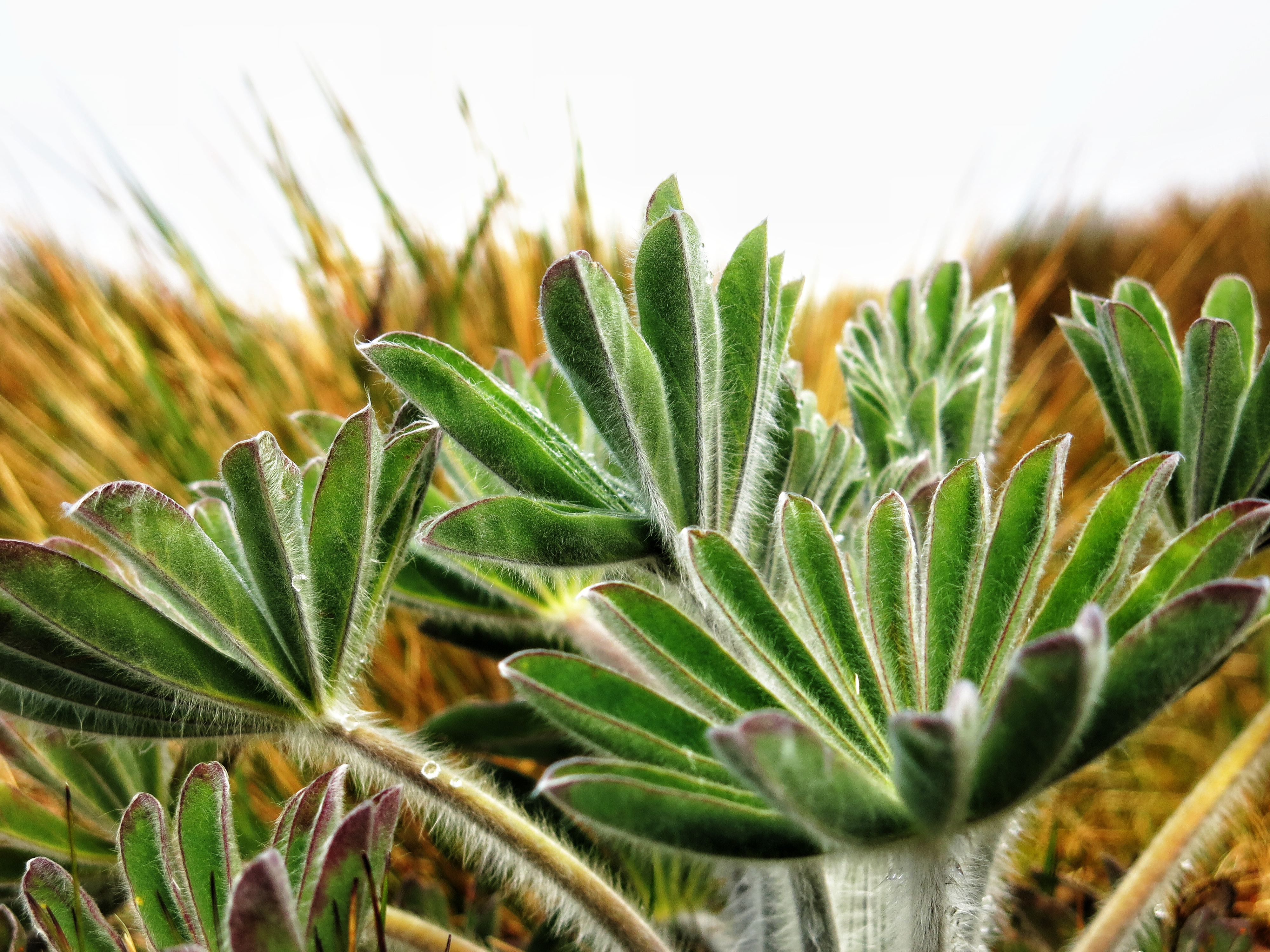
Los frailejones son plantas claves en la regulación hídrica y la mitigación del cambio climático.

A mediados de 2017 el gobierno de Colombia presentó la política nacional de cambio climático. En su momento, el ministro de Medio Ambiente y Desarrollo Sostenible, Luis Gilberto Murillo señaló la importancia de esta política frente a la vulnerabilidad del país respecto a los posibles retos y cambios generados en la biósfera por el aumento en el calentamiento global. Instituciones como el IDEAM y el IPCC identifican a Colombia como uno de los países altamente vulnerables a los impactos negativos por el cambio y la variabilidad climática.

## Objetivos
El propósito central de está política pública es incluir la gestión del cambio climático en las decisiones públicas y privadas del país y así avanzar en un camino bajo en carbono, resiliente al clima, que reduzca los riesgos del cambio climático y permita aprovechar las oportunidades que el cambio climático genera.
Los cuatro objetivos específicos de la política son:
1. Orientar la gestión del cambio climático en segmentos de desarrollo preferentes de conformidad con su nivel de urgencia, priorizando aquellos donde se unen instancias territoriales y sectoriales para la atención de la afectación a población vulnerable y aspectos relacionados con la adaptación y mitigación de gases de efecto invernadero.
2. Conducir la gestión del cambio climático hacia el manejo sustentable y la preservación de los ecosistemas, así como de los servicios que brindan los ecosistemas, con el propósito de obtener metas comunes en los territorios en la reducción de la vulnerabilidad de la población y de sus actividades económicas.
3. Crear condiciones más favorables para la producción en ciencia, tecnología, información e innovación requeridas como insumo para transitar hacia el desarrollo resiliente al clima y bajo en carbono.
4. Concebir los cambios institucionales a nivel político administrativo a favor del incremento en la efectividad de la gestión del cambio climático.

## Metas
En este documento se fijan dos metas para ratificar los compromisos internacionales adquiridos, conocidos como NDC en el marco de los Acuerdos de París en 2015. La primera es la disminución  gradual en las emisiones de GEI en mínimo un 20 por ciento, o un 30 por ciento, si se obtiene apoyo internacional para el año 2030.Se estima que la reducción estará en el rango de 234 a 268 megatoneladas de GEI, incluyendo todos los sectores y todas las fuentes de emisión nacional.
La segunda de las meta está enunciada en el documento, pero no está descrita, o especificada en un indicador medible. Esta meta se refiere al nivel de adaptación al cambio climático verificable mediante un sistema de monitoreo y evaluación y cuyo responsable es la Comisión Intersectorial de Cambio Climático (CICC).

## Antecedentes
En 2012, Colombia había publicados dos documentos de política pública relacionados, el Plan Nacional de Adaptación al cambio Climático y la Política Nacional de Gestión del Riesgo de Desastres, la cuales tenían por objetivo aumentar la capacidad de adaptación y ofrecer protección a la población en el territorio colombiano y contribuir al aumento en la calidad de vida y el desarrollo sostenible.
Durante la COP 21 para el Cambio Climático en París en 2015, el país se comprometió a disminuir sus emisiones de gases de efecto invernadero en un 20 por ciento para el año 2030 y de recibir mayor financiación internacional, reducir las emisiones hasta un 30 por ciento. Colombia también se comprometió a que todas sus unidades territoriales, es decir departamentos, municipios y distritos tendrían planes de cambio climático formulados e implementados y se comprometió a proteger los ríos y salvaguardar algunos ecosistemas.

## Líneas de acción
Esta política propone líneas estratégicas resilientes al clima y bajas en carbono a nivel territorial y por sectores,  entre ellas están: desarrollo urbano, desarrollo rural, desarrollo minero-energético manejo y conservación de los ecosistemas y servicios ecosistémicos para el desarrollo y desarrollo de infraestructura.
Esta política también propone líneas instrumentales, es decir herramientas trasversales que posibiliten la realización de las líneas estratégicas, estas herramientas son: la información, ciencia, tecnología e innovación, la educación, la planificación de la gestión del cambio climático y la financiación y otros elementos económicos.

## Planes y estrategias asociadas a la política nacional de cambio climático
Los planes de política pública que están relacionados con el cambio climático cuentan con escenarios proyectados a 2030 y 2050 y actualizaciones cada doce años que les permita incorporar mejoras conforme va pasando el tiempo. Con base en estos planes de nivel nacional, deben diseñarse los planes integrales de gestión de cambio climático a nivel territorial y sectorial. En general, cualquier instrumento de planeación en Colombia debe tener en cuenta y consultar estos documentos, los cuales están hechos para orientar al sector público y privado y a las comunidades en la implementación de acciones de adaptación al cambio climático y de mitigación de los gases de efecto invernadero y su impacto en los ecosistemas, los seres vivos y la sociedad.
Entre los planes de política pública están:
- Estrategia colombiana de desarrollo bajo en carbono (ECDBC) publicada en 2024.[8]
- Plan nacional de adaptación al cambio climático publicado en 2012.[7]
- Estrategia nacional para la reducción de las emisiones debidas a la deforestación y la degradación forestal (ENREDD+)
- Plan nacional del gestión de riesgo de desastres publicado en 2012 y actualizado en 2015.
- Estrategia de protección financiera frente a desastres publicada en 2013.
- Estrategia colombiana de financiamiento climático publicada en 2022.[9]
- Ley 2169 de 2021 que establece metas y medidas mínimas para alcanzar la carbono neutralidad, la resiliencia climática y el desarrollo bajo en carbono.[10]

En 2022, el CONPES aprobó el documento 4088 en el cual describe la importancia estratégica de siete proyectos de inversión nacional que buscan la reducción de las emisiones de gases efecto invernadero y la adaptación al cambio climático en el país, los proyectos incluyen estufas ecoeficientes, aumento de bancos de carbono azul en manglares, actualizaciones en sistemas de información en hidrometeorológicas del IDEAM y vulnerabilidad, plantaciones forestales y un uso más eficiente de los recursos en los sectores productivos, acumulando una inversión de 187 mil millones de pesos entre 2022 y 2025.

## Críticas
Colombia no es un país altamente emisor de gases de efecto invernadero: el país no es ni será en un futuro cercano un emisor significativo de gases de efecto invernadero como dióxido de carbono o metano, por lo que los objetivos de sus políticas públicas ha sido descritos como desenfocados e inconsistentes con las necesidades del contexto colombiano.En efecto, las emisiones nacionales, ubican a Colombia en el puesto 139 sobre 182 países en el ranking de emisiones de CO2, con 88,47 megatoneladas en 2022.
La Política, no reconoce explícitamente el vínculo entre la crisis climática y los derechos humanos y cuenta con un alto contenido técnico. Junto a la Ley  1931 de 2018, son documentos normativos que se desarrollan a partir de las dimensiones básicas de la acción climática: la mitigación y la adaptación y para académicos y litigantes climáticos, existen vacíos en la integración de estas políticas, sus normas, los actores involucrados y el financiamiento necesario.